# Puccinia abrupta
Puccinia abrupta är en svampart som beskrevs av Dietel & Holw. 1898. Puccinia abrupta ingår i släktet Puccinia och familjen Pucciniaceae.   Inga underarter finns listade i Catalogue of Life.